# Irán hadereje
Irán hadereje négy haderőnemből áll: a szárazföldi haderőből, a légierőből, a haditengerészetből és a Forradalmi Gárdából.

## Fegyveres erők létszáma
- Aktív: 524 000 fő (ebből 220 000 fő sorozott)
- Szolgálati idő a tartalékosoknak: 21 hónap
- Tartalékos: 350 000 fő

## Szárazföldi haderő
Létszám
325 000 fő
Állomány
- 4 páncéloshadosztály
- 6 gyalogoshadosztály
- 2 kommandóshadosztály
- 1 ejtőernyősdandár
- 5 tüzércsoport

Felszerelés
- 1565 db harckocsi (T–54/–55, T–62, T–72, kínai 59-es típus, M60)
- 80 db közepes harckocsi (Scorpion, Towson)
- 189 db felderítő harcjármű (EE–9)
- 750 db páncélozott gyalogsági harcjármű (BMP–1/–2)
- 600 db páncélozott szállító jármű (BTR–50/–60, M113)
- 2705 db tüzérségi löveg: 2085 db vontatásos, 620 db önjáró
- 50 db harci helikopter (AH–1)

## Légierő
Állomány
- 52 000 fő

Állomány
- 9 közvetlen támogató század
- 7 vadászrepülő-század
- 1 felderítő század
- 5 szállítórepülő-század

Felszerelés
- 306 db harci repülőgép (F–4, RF–4, F–5, Saeqeh/F5variation, F–14, Szu–24, Szu–25, Mirage F1, MiG–29)
- 40 db helikopter

## Haditengerészet
Létszám
- 18 000 fő

Hadihajók
- 6 db tengeralattjáró
- 3 db fregatt
- 56 db őrhajó
- 7 db aknarakó/szedő hajó
- 9 db deszanthajó
- 23 db vegyes feladatú hajó

Haditengerészeti légierő
2000 fő
- 5 db harci repülőgép
- 19 db harci helikopter

Tengerészgyalogság
2000 fő
- 2 dandár

## Forradalmi Gárda
Összlétszám
- 125 000 fő

Szárazföldi erők
- Létszám: 100 000 fő
- Felszerelés: 470 db harckocsi, 360 db tüzérségi löveg

Légierő
- nincs adat

Haditengerészet
- Létszám: 2500 fő

## Lásd még
- Halhatatlanok (Irán)